# Bob Charles
Bob Charles, Sir Robert James "Bob" Charles, né le 14 mars 1936 à Carterton, est un golfeur néo-zélandais.